# Ortricidia testacea
The Warm-chevroned Moth (Tortricidia testacea) là một loài bướm đêm thuộc họ Limacodidae. Nó được tìm thấy ở Nova Scotia, phía tây và phía nam đến Manitoba, Missouri và Mississippi. There is also a record from South Carolina.

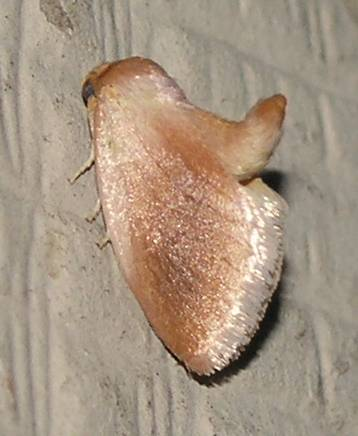

Sải cánh dài 15–26 mm. Con trưởng thành bay từ tháng 4 đến tháng 8.
Ấu trùng ăn beech, cây cáng lò (hay cây bulô), black cherry, chestnut, cây sồi và witch-hazel.